# Kendal (Regierungsbezirk)

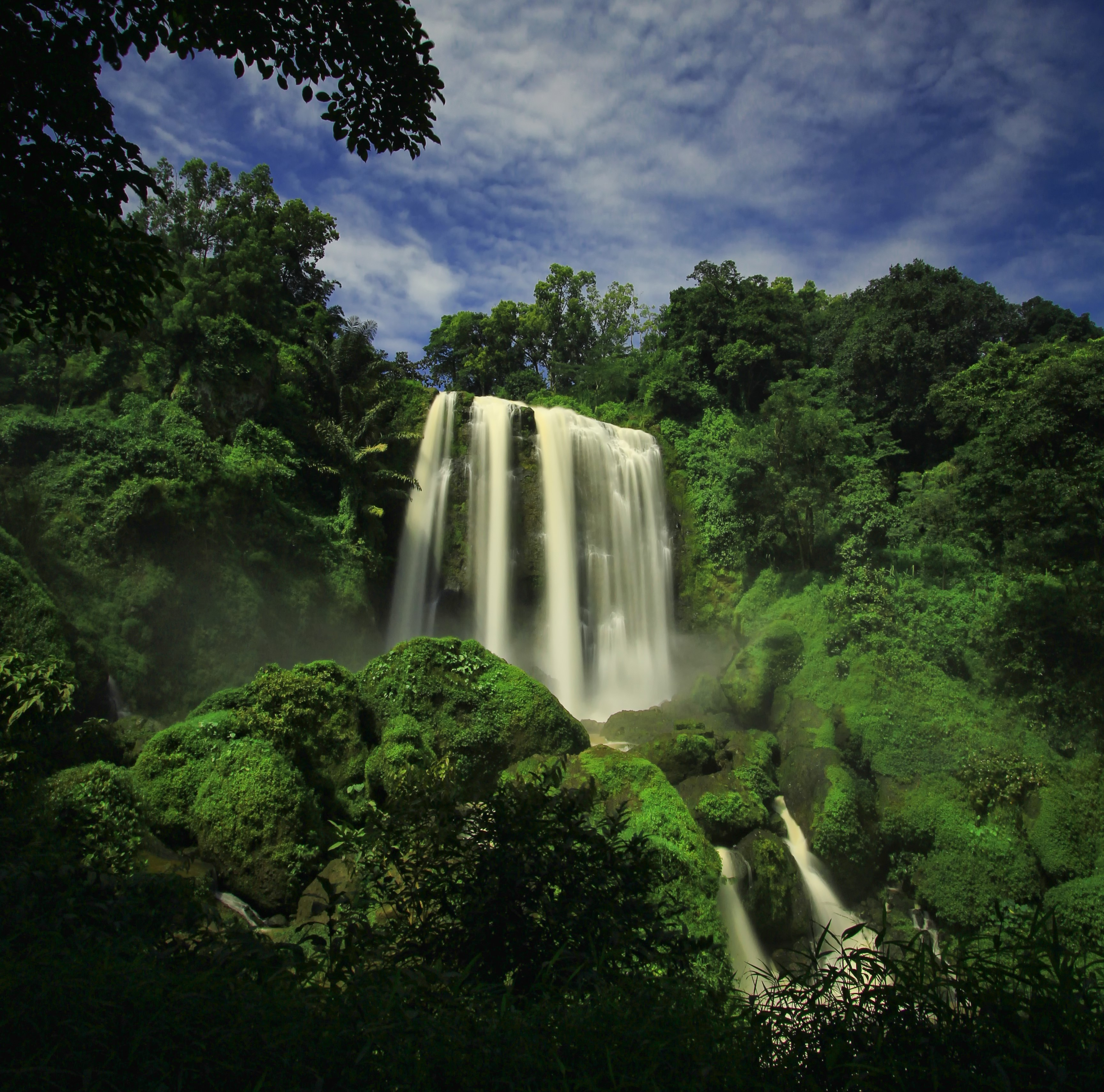
Sewu Sukerejo Wasserfall

Kendal ist ein indonesischer Regierungsbezirk (Kabupaten) in der Provinz Jawa Tengah, im Zentrum der Insel Java. Mitte 2022 leben hier über eine Million Menschen. Hauptstadt und Regierungssitz des Verwaltungsbezirks ist die Stadt Kendal, etwa 25 km nordwestlich der Provinzhauptstadt Semarang.

## Geografie
Der Regierungsbezirk erstreckt sich zwischen 6°32′ und 7°24′ s. Br. sowie zwischen 109°40′ und 110°18′ ö. L. Er grenzt im Osten an die Stadt Semarang, im Südosten an den Regierungsbezirk Semarang, im Süden an den Regierungsbezirk Temanggung und im Westen an den Regierungsbezirk Batang. Im Norden bildet die etwa 45 km lange Küstenlinie der Javasee eine natürlich Grenze.

## Verwaltungsgliederung
Administrativ unterteilt sich Kendal in 20 Distrikte (Kecamatan), die sich in 286 Dörfer unterteilen. 20 dieser Dörfer des zentralen Kecamatan besitzen als Kelurahan urbanen Charakter.
| Code 1   | Kecamatan Distrikt | Ibu Kota Verwaltungssitz | Fläche (km²) | Einwohner Census 2010 2 | Volkszählung (Census) 2020 | Volkszählung (Census) 2020 | Volkszählung (Census) 2020 | Anzahl der Dörfer 6 |
| Code 1   | Kecamatan Distrikt | Ibu Kota Verwaltungssitz | Fläche (km²) | Einwohner Census 2010 2 | Einwohner 3                | 0Dichte 40                 | Sex Ratio 5                | Anzahl der Dörfer 6 |
| -------- | ------------------ | ------------------------ | ------------ | ----------------------- | -------------------------- | -------------------------- | -------------------------- | ------------------- |
| 33.24.01 | Plantungan         | Tirtomulyo               | 48,82        | 28.826                  | 32.586                     | 667,5                      | 105,2                      | 12                  |
| 33.24.03 | Sukorejo           | Sukorejo                 | 76,01        | 57.080                  | 60.399                     | 794,6                      | 104,6                      | 18                  |
| 33.24.02 | Pageruyung         | Pageruyung               | 51,43        | 31.487                  | 35.671                     | 693,6                      | 105,1                      | 14                  |
| 33.24.04 | Patean             | Curugsewu                | 92,44        | 46.892                  | 52.105                     | 563,7                      | 103,2                      | 14                  |
| 33.24.05 | Singorojo          | Ngareanak                | 119,32       | 46.757                  | 52.854                     | 443,0                      | 102,1                      | 13                  |
| 33.24.06 | Limbangan          | Limbangan                | 71,72        | 30.722                  | 34.937                     | 487,1                      | 101,5                      | 16                  |
| 33.24.07 | Boja               | Boja                     | 64,09        | 69.417                  | 82.443                     | 1.286,4                    | 101,1                      | 18                  |
| 33.24.08 | Kaliwungu          | Sarirejo                 | 47,73        | 58.514                  | 66.157                     | 1.386,1                    | 101,5                      | 9                   |
| 33.24.20 | Kaliwungu Selatan  | Magelung                 | 65,19        | 44.495                  | 51.999                     | 797,7                      | 102,6                      | 8                   |
| 33.24.09 | Brangsong          | Brangsong                | 34,54        | 44.662                  | 50.611                     | 1.465,3                    | 102,6                      | 12                  |
| 33.24.10 | Pegandon           | Tegorejo                 | 31,12        | 33.418                  | 37.954                     | 1.219,6                    | 100,4                      | 12                  |
| 33.24.19 | Ngampel            | Ngampel Wetan            | 33,88        | 31.100                  | 35.855                     | 1.058,3                    | 102,3                      | 12                  |
| 33.24.11 | Gemuh              | Gemuh Blanten            | 38,17        | 45.360                  | 52.409                     | 1.373,0                    | 101,9                      | 16                  |
| 33.24.18 | Ringinarum         | Ringinarum               | 23,50        | 31.866                  | 36.620                     | 1.558,3                    | 104,5                      | 12                  |
| 33.24.12 | Weleri             | Penyangkringan           | 30,28        | 55.770                  | 59.885                     | 1.977,7                    | 102,1                      | 16                  |
| 33.24.16 | Rowosari           | Rowosari                 | 32,64        | 46.151                  | 53.566                     | 1.641,1                    | 102,0                      | 16                  |
| 33.24.17 | Kangkung           | Kangkung                 | 38,98        | 42.143                  | 49.883                     | 1.279,7                    | 101,0                      | 15                  |
| 33.24.13 | Cepiring           | Karangayu                | 30,08        | 46.932                  | 52.654                     | 1.750,5                    | 99,9                       | 15                  |
| 33.24.14 | Patebon            | Jambearum                | 44,30        | 54.612                  | 60.085                     | 1.356,3                    | 102,0                      | 18                  |
| 33.24.15 | Kendal             | Karangsari               | 27,49        | 54.109                  | 59.832                     | 2.176,5                    | 101,4                      | 0 / 20★             |
| 33.24    | Kab. Kendal        |                          | 1001,73      | 900.313                 | 1.018.505                  | 1.016,8                    | 102,2                      | 266 / 20            |

## Demographie
Zur Volkszählung im September 2020 lebten im Kabupaten Kendal 1.018.505 Menschen, davon 503.710 Frauen (49,46 %) und 514.795 (50,54 %) Männer. Gegenüber dem letzten Census (2010) sank der Frauenanteil um 0,25 Prozent. 71,27 % (725.890) gehörten 2020 zur erwerbsfähigen Bevölkerung; 22,33 % waren Kinder (bis 14 Jahre) und 5,01 % waren im Rentenalter (ab 65 Jahren).
Mitte 2022 bekannten sich 99,06 Prozent der Einwohner zum Islam, Christen waren mit 0,87 % (5.407 ev.-luth. / 4.765 röm.-kath.) vertreten. 0,03 % waren Buddhisten und 0,03 % Hindus. Zur gleichen Zeit waren von der Gesamtbevölkerung 42,14 % ledig; 50,34 % verheiratet; 2,50 % geschieden und 5,01 % verwitwet.

### Bevölkerungsentwicklung
| SP/SUPAS (Jahr) | 1971         | 1980         | 1990         | 1995         | 2000         | 2005         | 2010         | 2015         | 2020         |
| --------------- | ------------ | ------------ | ------------ | ------------ | ------------ | ------------ | ------------ | ------------ | ------------ |
| Kab. Kendal     | 650.935      | 702.074      | 799.117      | 831.020      | 851.504      | 907.771      | 900.313      | 941.584      | 1.018.505    |
| Anteil in %     | 2,98 %       | 2,77 %       | 2,80 %       | 2,66 %       | 2,87 %       | 2,80 %       | 2,47 %       | 2,79 %       | 2,77 %       |
| Jawa Tengah     | .21.877.081. | .25.372.889. | .28.521.692. | .31.223.258. | .29.653.266. | .32.382.657. | .36.516.035. | .33.753.023. | .36.742.501. |

| Rang unter den 29 Kabupaten der Provinz (06/2022) | Rang unter den 29 Kabupaten der Provinz (06/2022) |
| ------------------------------------------------- | ------------------------------------------------- |
| Fläche                                            | 00018                                             |
| Einwohnerzahl                                     | 00016                                             |
| Dichte                                            | 00015                                             |

- Bevölkerungsentwicklung des Kabupaten Kendal von 1971 bis 2020
- Ergebnisse der Volkszählungen Nr. 3 bis 8 – Sensus Penduduk (SP)
- Ergebnisse von drei intercensalen Bevölkerungsübersichten (1995, 2005, 2015) – Survei Penduduk Antar Sensus (SUPAS)[6]